# Helius deentoo
Helius deentoo là một loài ruồi trong họ Limoniidae. Chúng phân bố ở miền Australasia.